# Fiordo de Horsens
El fiordo de Horsens es un fiordo del este de la península de Jutlandia (Dinamarca) en la costa del mar Báltico, desde las islas de Alrø y Hjarnø en el este, hasta la ciudad de Horsens, en tierra firme. Tiene unos 20 kilómetros de longitud. En sus alrededores existe una colonia de ardeidae.